# 林敷
林敷（1430年—？），字從寬，福建興化府莆田縣人，明朝政治人物。進士出身。

## 生平
福建鄉試第六十三名。成化二年（1466年）丙戌科會試第二百七十四名，殿試登進士第二甲第四十八名。

## 家族
曾祖林宗大。祖父林震。父亲林庭芳，曾任知縣。